# Hara Toratane
Hara Toratane (Japans: 原虎胤) (1497 - 1564) was een samoerai uit de late Sengoku-periode. Toratane was familie van Hara Masatane, hoewel van een andere tak van de familie. Hij verwierf faam als een van de Vierentwintig generaals van Takeda Shingen.
Akiyama Nobutomo · Amari Torayasu · Anayama Nobukimi · Baba Nobuharu · Hara Masatane · Hara Toratane · Ichijo Nobutatsu · Itagaki Nobukata · Kosaka Masanobu · Naito Masatoyo · Obata Masamori · Obata Toramori · Obu Toramasa · Oyamada Nobushige · Saigusa Moritomo · Sanada Nobutsuna · Sanada Yukitaka · Tada Mitsuyori · Takeda Nobukado · Takeda Nobushige · Tsuchiya Masatsugu · Yamagata Masakage · Yamamoto Kansuke · Yokota Takatoshi